# Dissoleucas niveirostris
Dissoleucas niveirostris ist ein Käfer aus der Familie der Breitrüssler (Anthribidae). Er wird auch als Weißschnauzen-Breitrüssler bezeichnet. In Europa ist die Gattung Dissoleucas nur mit der Art Dissoleucas niveirostris vertreten.

## Merkmale
| | |
| Abb. 1: verschiedenen Ansichten | |
| | Abb. 2: Halsschild pink: Kopf rot: Sublateralmakel schwarz: Längslinie blau: Querleiste grün: Rechteckmakel gelb: Schildchen |
| | |
| Abb. 3: rot: Flügeldeckennaht gelb getönt: 1. Zwischenraum grün getönt: 2. Zwischenraum pink getönt: 3. Zwischenraum Pfeil grün: Subbasalhöcker Pfeil blau: Haarbüschel | Abb. 4: Fühler grüne Kreisaus- schnitte zum Ver- gleich der Länge des 3. und 4. Fühlergliedes                                |

Dissoleucas niveirostris wird drei bis fünf Millimeter lang. Er ist braun und stellenweise weiß, gelb oder dunkel behaart, wodurch er sehr unauffällig gefärbt erscheint. Oberseits ist er ziemlich uneben. Der Käfer ist grob und teilweise verrunzelt punktiert. 
Der Vorderteil des Kopfes ist fast platt. Der Rüssel ist sehr kurz und von der Stirn abgesetzt. Er ist breit und vorn flach ausgerandet. Der Rüssel ist gelbbraun behaart. Die Stirn zwischen den Augen wirkt durch die Behaarung grau, die Oberseite des Kopfes ist gelb-weiß geflammt. Die ovalen, nur wenig erhabenen Augen sitzen überwiegend seitlich. Auf der Vorderseite sind sie nicht ausgeschnitten. Die elfgliedrigen Fühler (Abb. 4) sind heller braun bis gelblich. Sie enden in einer dreigliedrigen, schlanken und deutlich abgesetzten Keule. Sie sind weit vor den Augen auf der Seite des Kopfes eingelenkt, die Fühlergrube ist von oben nicht einsehbar. Die Fühler sind beim Männchen länger als beim Weibchen, überragen jedoch in beiden Geschlechtern den Hinterraum des Halsschilds nicht. Die beiden Basalglieder sind langoval verdickt, das dritte bis achte Glied gestreckt und schlank. Beim Männchen ist das dritte Fühlerglied etwas länger als das vierte, beim Weibchen sind drittes und viertes Fühlerglied nahezu gleich lang (in Abb. 4 durch grüne Kreisausschnitte verdeutlicht). Das neunte Fühlerglied (erstes Glied der Keule) ist beim Weibchen um die Hälfte länger als breit, beim Männchen länger.
Der Halsschild ist gleich lang wie breit oder knapp so breit wie lang. Die Seiten sind leicht gerundet und verengen sich nach vorn auf Kopfbreite. Deutlich vor dem Hinterrand des Halsschilds abgesetzt verläuft eine Querleiste, die zu den Seiten des Halsschilds etwas nach vorn abbiegt, danach wieder nach hinten umgebogen ist und auf die Hinterecken des Halsschilds zu läuft (in Abb. 2 rechte Hälfte blau nachgezogen). Zwischen dieser Querleiste und dem Schildchen (in Abb. 2 gelb markiert) liegt ein schmaler grauweißer Längsfleck (in Abb. 2 grün markiert). Dieser setzt sich nach vorn als unscheinbares Längsband fort (in Abb. 2 schwarz markiert), das sich im Normalfall über den gesamten Halsschild erstreckt, kann aber auch unterbrochen sein oder ganz fehlen. In Höhe der Augen befindet sich nahe der Halsschildbasis beiderseits eine helle Sublateralmakel (in Abb. 2 pink markiert). 
Das Schildchen ist hervorstechend weiß. Es ist rundlich bis schwach queroval.
Die Flügeldecken haben deutlich ausgebildete Schultern und sind nach hinten nicht oder nur schwach gerundet erweitert. Der Subbasalhöcker ist nur im dritten Zwischenraum groß. Auf den erhabenen geraden Zwischenräumen sind die Flügeldecken mehr oder weniger gitterfömig hell und dunkel behaart, wobei die dunklen Partien als Haarbüschel hervortreten, vor allem in der Mitte des dritten Zwischenraums. Flügeldecken mit großer, gemeinschaftlicher heller Spitzenpartie. Das Ende der Flügeldecken ist hell behaart.
Die Beine sind hell, dunkel und gelblich geringelt. Das erste Tarsenglied ist wenig kürzer als die restlichen zusammen.

## Verbreitung
Die Art ist in Europa weit verbreitet. Ihr Vorkommen reicht im Norden bis nach Skandinavien. In England kommt Dissoleucas niveirostris nur im Süden vor und gilt als selten. Das Vorkommen der Art reicht im Osten bis nach Russland und in den Kaukasus (Georgien).

## Lebensweise
Dissoleucas niveirostris ist eine waldgebundene Käferart. Die saprophagen Larven entwickeln sich in den abgestorbenen Ästen verschiedener Laubbäume, darunter Eichen, häufig in totem Holz mit Weißfäule. Die adulten Käfer sind ab Mai zu beobachten. Verschiedene Fangmethoden weisen darauf hin, dass sich die Käfer hauptsächlich in Bodennähe aufhalten. Dort findet man sie häufig im Moos, unter Baumrinde oder an Ästen.

## Taxonomie
In der Literatur finden sich folgende Synonyme:
- Anthribus niveirostris Fabricius, 1798 Fabricius beschreibt den Käfer mit den Worten ein Anthribus mit sehr breitem, ebenem …. weißen Rüssel (A. rostro latissimo plano … albis) und nennt die neue Art niveïróstris von lat. 'nivĕus' für 'schneeweiß' und 'róstrum' für 'Rüssel'.[11] Die Gattung Dissoleucas wird von Karl Jordan 1926 aufgestellt.[12] Der Gattungsname ist von altgriechisch δισσός dissós, deutsch ‚doppelt‘ und λευκός ‚weiß‘ abgeleitet und spielt wie der Artname auf die Färbung an.
- Curculio dubius Ponza, 1805 nec Fabricius 1787